# Велико-Анадоль
Вели́ко-Анадо́ль — лінійна вантажно-пасажирська залізнична станція Лиманської дирекції Донецької залізниці.
Розташована у смт Ольгинка Волноваського району Донецької області на лінії Волноваха — Донецьк між станціями Волноваха (11 км) та Південнодонбаська (6 км).
На станції Велико-Анадоль до 2014 року зупинялися приміські електропоїзди сполученням Маріуполь — Ясинувата.
У 2019 році було відновлено рух приміських поїздів на ділянці Волноваха — Південнодонбаська